# Link's Crossbow Training
Link's Crossbow Training, conosciuto in Giappone come Link's Bowgun Training (リンクのボウガントレーニング?, Rinku no Bōgan Torēningu), è uno spin-off della serie di videogiochi di The Legend of Zelda, uscito in Europa il 7 dicembre 2007 per Wii. È venduto assieme al Wii Zapper, un accessorio per la periferica Wiimote.

## Modalità di gioco

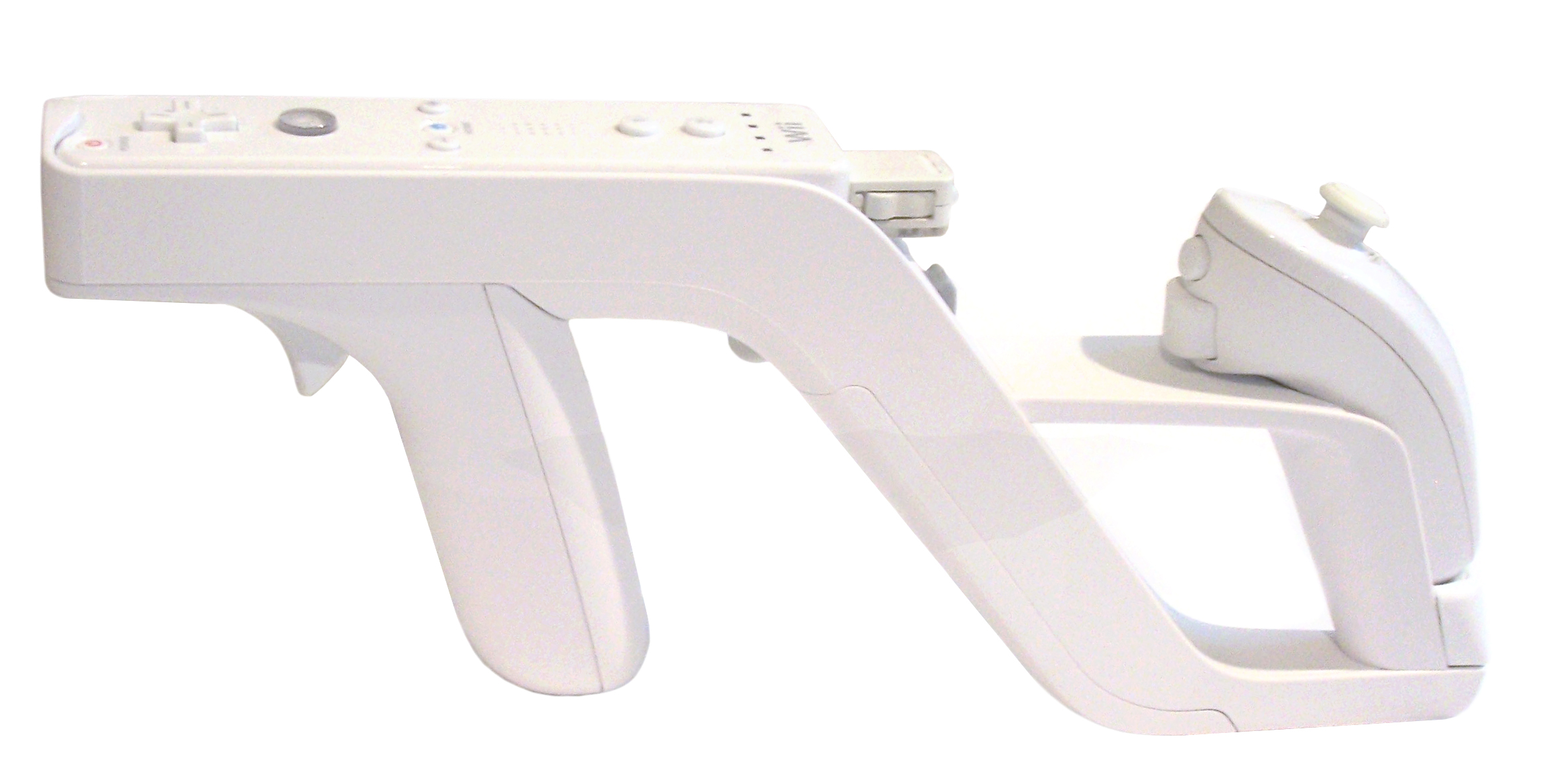
Wii Zapper

Link's Crossbow Training è ambientato in un mondo nello stile di The Legend of Zelda: Twilight Princess, e nel gioco il giocatore veste i panni del protagonista della serie di Zelda, Link. Per perfezionare l'abilità di Link con la balestra, il giocatore deve superare una serie di test, iniziando con bersagli fermi, prima di passare ai bersagli mobili e ai nemici. Dopo ogni livello, il giocatore ottiene una medaglia in base al punteggio ottenuto. I tipi di medaglie vanno dal bronzo al platino.
Link's Crossbow Training contiene 9 livelli giocabili, e l'obiettivo in ognuno di essi è ottenere il maggior punteggio possibile in un tempo limitato. Questi livelli si dividono in tre grandi stili.
- Nei livelli Target Shooting, il giocatore spara i dardi ai bersagli, che all'inizio sono fermi, ma poi si muovono con l'aumentare della difficoltà nei livelli successivi. Colpendo il centro del bersaglio si ottengono più punti, e i punti ottenuti si moltiplicano se il giocatore colpisce i bersagli senza sbagliare.[1]
- Nei livelli Defender, il giocatore rimane fermo, ma può mirare e sparare a 360°.[1] Qui, Link deve combattere contro orde di nemici, compresi gli Stalfos in un livello nel deserto, e difendere un carro dai Bokoblins a cavallo dei cinghiali.[1]
- Nei livelli Ranger, il giocatore ha il controllo su Link (con il control stick del nunchuck), in livelli che includono l'assedio di accampamenti nemici e lotte nella foresta.[1]

In alcuni livelli, Link combatte contro dei boss, che spesso hanno dei punti deboli da colpire.
Link's Crossbow Training ha una modalità multiplayer, dove i giocatori si battono a turni per il punteggio migliore.

## Sviluppo
Link's Crossbow Training è stato prodotto da Shigeru Miyamoto, Eiji Aonuma e Takashi Tezuka. L'idea di un titolo in prima persona di The Legend of Zelda ebbe inizio con The Legend of Zelda: Ocarina of Time, che Miyamoto voleva sviluppare in prima persona; tuttavia, l'inclusione di un Link bambino aveva ostacolato questa idea. Miyamoto ha anche creato il gioco per mostrare ai giocatori giapponesi quanto può essere divertente il genere colmando il divario tra semplici sparatutto a scorrimento e sparatutto avanzati. È stato anche realizzato con l'intento di essere una storia secondaria a The Legend of Zelda: Twilight Princess e fare uso della sua vasta ambientazione.
Lo staff di sviluppo iniziò a lavorare sulla storia del gioco, che Miyamoto intendeva essere una storia extra basata su Twilight Princess. Tuttavia, il personale aveva escogitato ciò che poteva essere meglio descritto come "racconti epici" piuttosto che "storie secondarie". Quando Miyamoto rivelò che non avrebbe realizzato il gioco con un intento epico, gran parte dello staff rimase scioccato, affermando che era come uccidere tutte le idee su cui avevano lavorato fino a quel momento. Alcuni hanno sostenuto che non fosse nemmeno il caso di farlo, poiché si sarebbe trattato semplicemente di riutilizzare il software esistente e di venderlo ai consumatori. Miyamoto propose quidndi di realizzare un prototipo funzionante e di chiedere a dei giocatori di fornire impressioni sul gioco. Se non fosse piaciuto, Miyamoto avrebbe interrotto lo sviluppo immediatamente. Nintendo of America riunì quindi diversi fan irriducibili di The Legend of Zelda, che reagirono positivamente al gioco. I rapporti di questi giocatori di prova venivano forniti quotidianamente al team di sviluppo, consentendo loro di modificare il gioco man mano che procedevano.
Miyamoto creò un elenco di "cose da non fare" per il team di sviluppo, incluso non incorporare nulla di superfluo, non "fare un film" e assicurarsi che un giocatore potesse essere in grado di completare un livello entro tre minuti, in modo da non scoraggiare il giocatore dal riprovare in caso di fallimento. Miyamoto disse inoltre agli sviluppatori di non farsi prendere dalle ricompense, lasciando che i giocatori si concentrassero prima sul "viaggio" e di non includere battaglie con i boss in modo che gli sviluppatori possano concentrarsi sul rendere l'intero gioco divertente piuttosto che concentrarsi sulla creazione di boss. Miyamoto alla fine cedette alle insitenze degli sviluppatori sull'includere tre boss nel gioco, sebbene li ridusse a uno per farli concentrare sulla realizzazione di una "favolosa" battaglia contro il boss invece di tre.
La scelta del gioco con cui utilizzare il Wii Zapper si rivelò difficile. Poiché il progetto era dovuto alle idee dello staff di The Legend of Zelda, Miyamoto voleva collocarlo nell'universo di The Legend of Zelda, anche se alcuni membri dello staff sostenevano che dare a Link una pistola sarebbe stato troppo strano. Miyamoto ha proposto una trama in stile Terminator su una distorsione temporale verso il futuro, ma l'idea fu immediatamente respinta. Miyamoto ha apprezzato il Villaggio dimenticato di Twilight Princess e lo ha ricreò in modo che le persone potessero goderselo in un'ambientazione FPS. Ritenne inoltre che usare il Wii Zapper in un tema western lo avrebbe reso ancora più divertente. Il team di sviluppo alla fine decise di dare a Link una balestra. Nonostante le balestre non siano in grado di sparare più colpi uno dopo l'altro, Miyamoto pensava che, poiché era solo per divertimento, lo avrebbero fatto comunque.
Il gioco era originariamente intitolato Introduction to Wii Zapper. Tuttavia, il team di sviluppo ha deciso di cambiarlo, per evitare confusione con Introduction to Wii, il titolo giapponese di Wii Play. Il team inoltre non voleva chiamarlo in modo simile a The Legend of Zelda: Phantom Crossbow, poiché sarebbe sembrato in tutto e per tutto un gioco della serie The Legend of Zelda, e non volevano che fosse interpretato come tale. Alla fine venne scelto Link's Crossbow Training. L'11 luglio 2007, durante il briefing per i media dell'E3 2007, Nintendo annunciò che un nuovo gioco sarebbe stato fornito in bundle con l'accessorio Wii Zapper. Non è stato annunciato fino al GameStop Expo nel settembre 2007 che Link's Crossbow Training era quel gioco. L'annuncio ufficiale di Nintendo è arrivato il 10 settembre 2007.